# باب دراز
باب دراز، روستایی از توابع بخش ساردوئیه شهرستان جیرفت در استان کرمان ایران است.

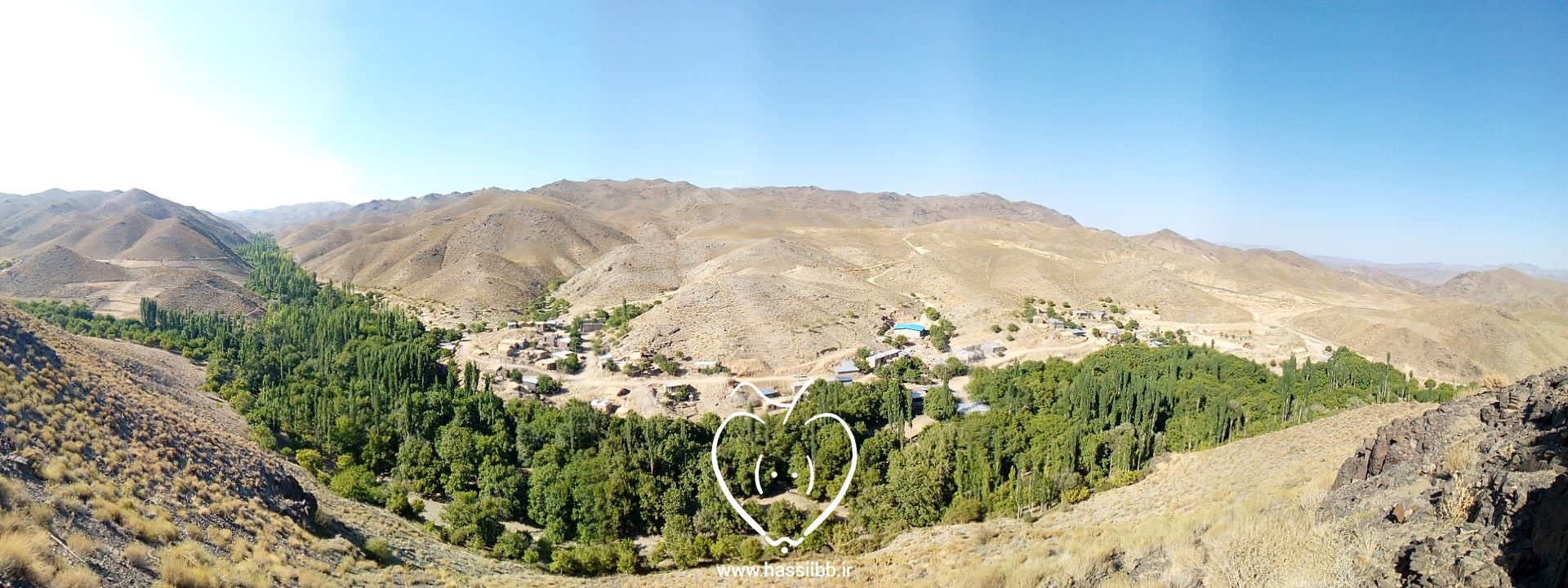
روستای باب دراز (تابستان ۹۷)

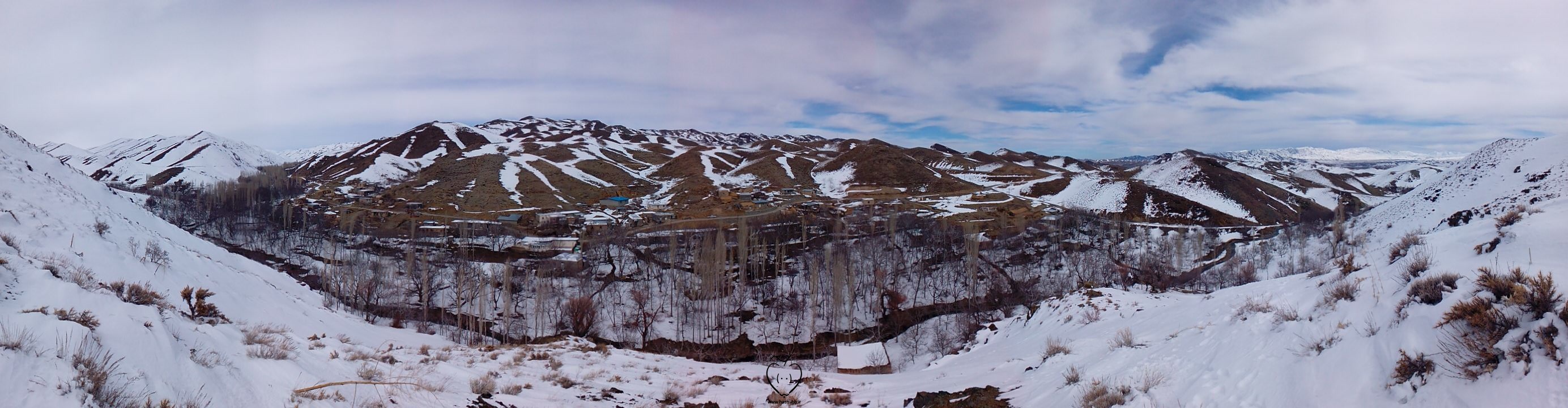
روستای باب دراز (بهمن ۹۸)

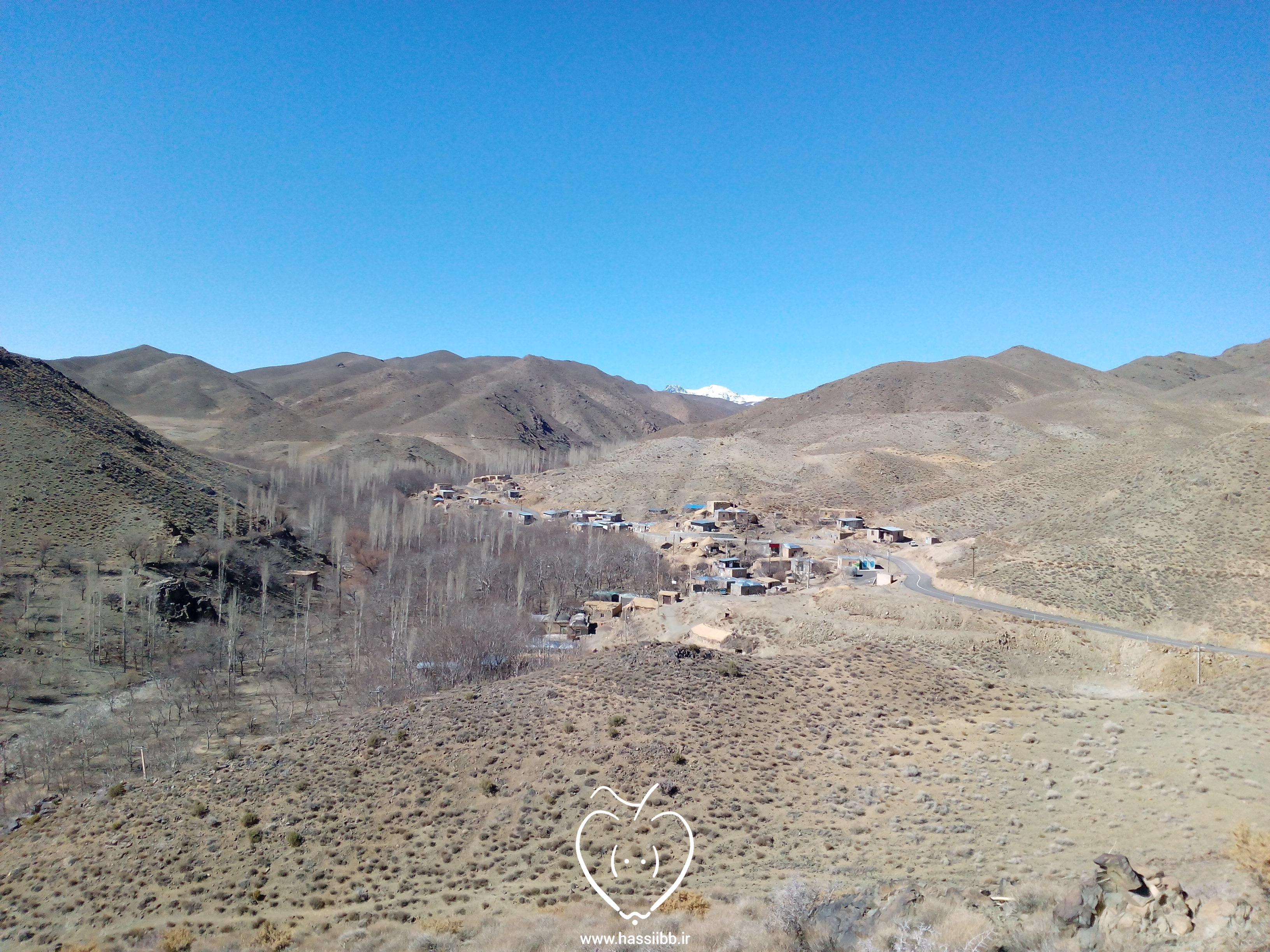
روستای باب‌دراز

## جمعیت
این روستا در دهستان ساردوئیه قرار دارد و براساس سرشماری مرکز آمار ایران در سال ۱۳۸۵، جمعیت آن ۳۵۱ نفر (۵۰خانوار) بوده‌است. 
در حال حاضر این روستا دارای امکانات لوله کشی آب،گاز می باشد. 
دبستان این روستا به نام شهدای آن  نامگذاری شده است. که دارای ۶ پایه کلاسی می باشد.

## امکانات
این روستا دارای یک دبستان دو کلاسه، حسینیه و دکل تلویزیون می‌باشد.